# Галаксија Сејферт
Галаксије по Сејферту су спиралне или ирегуларне галаксије са сјајним језгром, које понекад може да премаши осветљеност околних галаксија. Тај тип активних галаксија добио је име по Карлу Кенану Сејферту који је изучавао овај тип објекта током 1940. године.
Промена осветљености централног језгра се дешава у периоду мањем од једне године што даје објашњење да је регион који емитује ту светлост мањи од светлосне године. Тај објекат може да се измени брже него што је потребно да га светлост прође.
Сејферове галаксије карактерише језгро које је екстремно сјајно и спектарно гледано сачињено од веома сјајних таласа водониковог, азотовог, хелијумовог и кисеоничног. Ти емисиони таласи показују издужење Доплер што одговара брзинама степена од 500 до 4000km/s.
Мисли се да су настали у диску који окружује црне рупе. То је потврђено кроз ефекат да се не примећује промена кратких таласа што потврђује да је регион из кога су емитовани велики - супротно од дугих таласа који могу да варирају у релативно кратком временском интервалу.
Сејферт галаксије показују јаку активност у пољу радио, инфрацрвеном, ултраљубичастом и електромагнетском спектру.

## Класификација Сејфертових галаксија
Историјски, Сејферт галаксије су биле развстане у тип 1 и тип 2 по којима њихов спектар показује истовремено кратке и дуге таласе или само кратке таласе.
Тренутно, у употреби је класификација која се базира на релативној јачини кратких и дугих елеманата - на пример 1,5 или 1,9.
Претпоставља се да и дуги и кратки таласи долазе из истог диска али сматра се да дуги таласи долазе из дубљег дела диска. Тако да ако је диск гледан на пресек унутрашњи, делови су невидљиви а видљиви, су само кратки таласи. Разлика између галаксија типа 1 и 2 је вероватно у томе под којим углом се гледа диск. Ако се гледа под малим углом уочава се Сејферт 1 а под већим нагибом уочава се Сејферт 2. Ако би се галаксија гледала са лица веоватно би се могло регистровати емисија због непосредне близине црне рупе. У том случају спектар је веома различит па се говори о блазару.